# Carlie Geer
Charlotte Mosher „Carlie” Geer (ur. 13 listopada 1957 w Greenwich) – amerykański wioślarka, srebrna medalistka olimpijska.

## Kariera
Wystąpiła na igrzyskach olimpijskich w Los Angeles w 1984, gdzie zdobyła srebrny medal w jedynkach. W wyścigu finałowym o 3,21 sekundy przegrała z Valerią Răcilą z Rumunii, a o 1,83 sekundy wyprzedziła Belgijkę Ann Haesebrouck. Był to jej jedyny start olimpijski. Znalazła się w kadrze USA na igrzyska olimpijskie w Moskwie w 1980, jednak nie wystartowała z uwagi na bojkot zawodów przez USA. 
Była też między innymi piąta dwójkach podwójnych na mistrzostwach świata w Monachium (1981) i w czwórkach podwójnych na mistrzostwach świata w Lucernie (1983).
Kształciła się w Dartmouth College i Tufts University. Po zakończeniu kariery pracowała jako dietetyk.
Jej siostra Judy, a także szwagier, Richard Dreissigacker również byli wioślarzami. Ponadto jej siostrzenice: Emily Dreissigacker i Hannah Dreissigacker reprezentowały USA w biathlonie.